# Metoda reprezentacyjna
Metoda reprezentacyjna (lub reprezentatywna) – częściowe badanie statystyczne oparte na próbie pobranej ze zbiorowości generalnej w sposób losowy.
Metoda ta jest najbardziej prawidłową formą badania częściowego. W metodzie reprezentacyjnej dokonuje się wyboru próby na dwa sposoby. Może to być wybór albo przez losowanie, albo przez celową selekcję.
Przy losowaniu dokonuje się wyboru przypadkowego, prowadzący badanie ma jedynie wpływ na zastosowaną metodę losowania. Do najczęściej stosowanych metod losowania zalicza się:
- losowanie bezpośrednie, w którym wyróżnia się losowanie zależne i niezależne
- losowanie z wykorzystaniem tablic liczb losowych
- losowanie warstwowe

Wybór w drodze celowej selekcji polega na typowaniu jednostek do próby na podstawie wstępnego rozeznania w zagadnieniu. Prowadzący badanie wybiera jednostki, które w jego subiektywnej ocenie, są typowe lub przeciętne.
Zastosowanie rachunku prawdopodobieństwa przy przenoszeniu wyników z losowej próby na całą zbiorowość umożliwia określenie wielkości popełnianego błędu. Możliwości tej nie daje ani metoda ankietowa, ani monograficzna.
Zamiast gromadzić szczegółowe informacje o wszystkich jednostkach populacji generalnej, losujemy z niej pewną liczbę jednostek zwaną próbą i na podstawie otrzymanych wyników wnioskujemy o całości. Aby jednak próba była dobrą reprezentacją całości, należy zapewnić jednakowe szanse dostania się (trafienia) do próby wszystkim jednostkom zbiorowości generalnej. Jeśli prawdopodobieństwo wylosowania każdej jednostki jest jednakowe, wówczas wylosowana próba jest dobrą reprezentacją całej zbiorowości, tzn. charakteryzuje się tymi samymi właściwościami i prawidłowościami ogólnymi co zbiorowość generalna.
Dokładność badania metodą reprezentacyjną jest uzależniona głównie od takich czynników jak:
- struktura zbiorowości
- zastosowany schemat losowania
- dostateczna liczebność próby

Metodę reprezentacyjną stosuje się przede wszystkim w statystyce społeczno-ekonomicznej. Wykorzystuje się ją również w technice i badaniach eksperymentalnych. Jest też stosowana wtedy, gdy badanie wyczerpujące jest niecelowe z uwagi na wysokie koszty lub nie ma możliwości zastosowania innej metody.